# Uroleucon nevadense
Uroleucon nevadense är en insektsart som beskrevs av Robinson 1986. Uroleucon nevadense ingår i släktet Uroleucon och familjen långrörsbladlöss. Inga underarter finns listade i Catalogue of Life.